# Jean Goubald Kalala
Jean Goubald Kalala est un guitariste et chanteur kino-congolais, ancien secrétaire général et porte-parole de l'Amicale des musiciens du Congo (AMC).
Goubald chante en Lingala, Tshiluba et Français, avec un style atypique et une musique mélangea reggae, blues, RnB, jazz et rumba congolaise.

## Biographie
Né à Mbuji-Mayi le 22 mai 1961, fils de juriste, Jean Goubald a grandi à Kinshasa, dans la commune de Lemba. Il est le 4e enfant dans une famille de 7 et deuxième garçon. Il étudie au collège Albert (actuel collège Boboto) et à Saint-Théophille de Lemba où il obtient son diplôme d'état avec plus de 60 % de réussite en 1981. Il rejoint un groupe musical à l'université de Kinshasa(UNIKIN) où il suit des études de pharmacie, et décide finalement de se lancer dans la musique.
Il commence sa carrière musicale en 1973 dans un groupe du quartier, Bella Buzo, puis Les Étoiles avec ses amis d'enfance habitant sur les rues de Rubi et Lubefu à Lemba-Foire. Il collabore avec Gérard Madiata, Tabu Ley Rochereau, Kalama Soûl, Youlou Mabiala, Mbilia Bel, Redo Likinga, Mopero wa Maloba, Papa Wemba (avec la chanson Longembo) et le groupe Zaïko Langa Langa parmi d'autres. Il se lance en carrière solo après avoir quitté le groupe Okwess.
Le 8 juillet 2005, il lance son premier album, Bombe anatomique, avec douze chansons. Il vient de lancer son deuxième album Normes[Quand ?].
En 2012, il participe au collectif Stop à la guerre ! (Lutumba Simaro, Félix Wazekwa, Fally Ipupa, Innoss'B, King Kester Emeneya, Barbara Kanam, Mbilia Bel, MJ30, Papa Wemba, Koffi Olomidé...).
En 2019, il est élu député national dans la circonscription de Mont-Amba[réf. nécessaire].